# Bollu preñáu

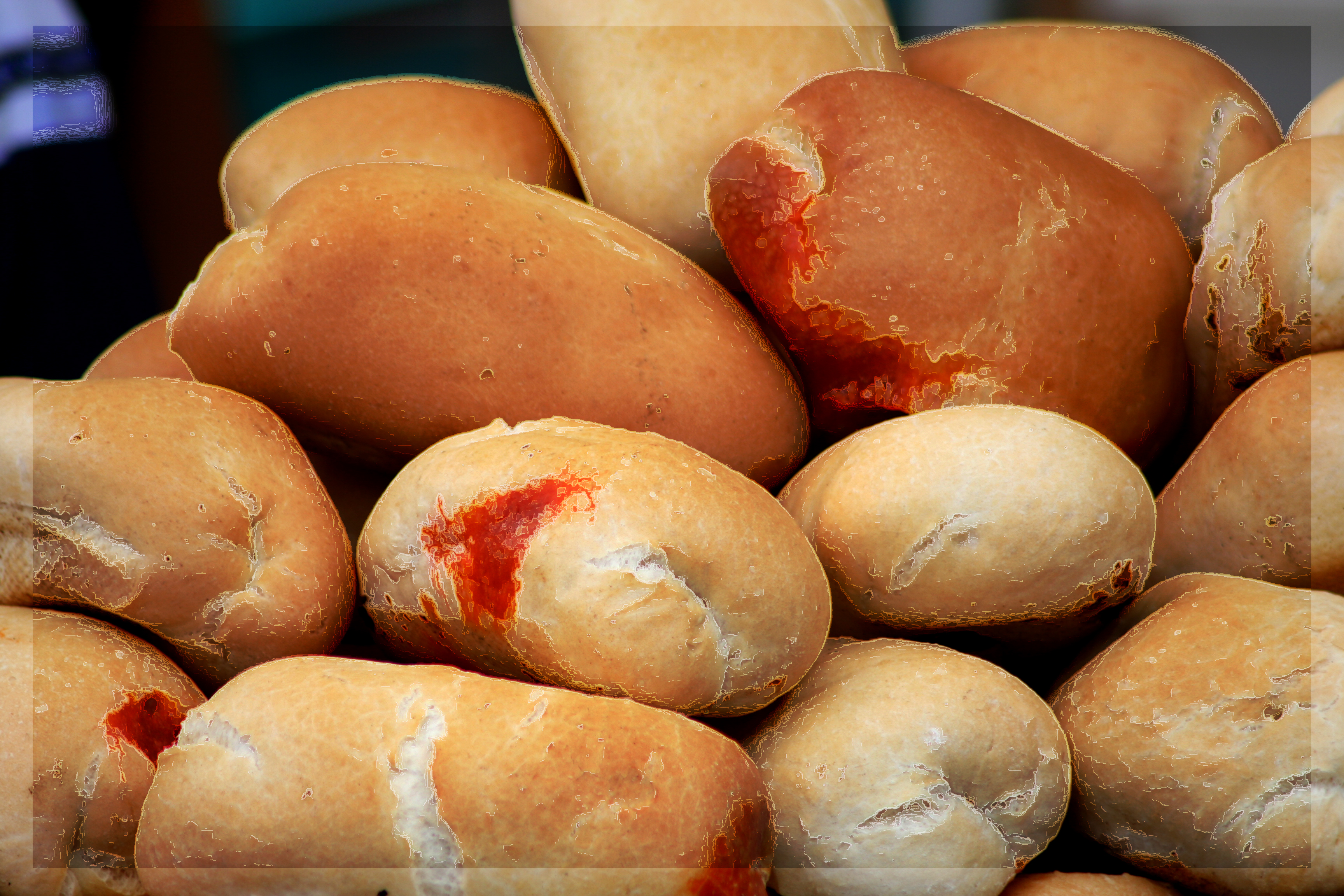
Bollus preñáus

Bollu preñáu é uma espécie de pão com chouriço típico da região das Astúrias, na Espanha. Para além de chouriço, pode ser também recheado com toucinho. É precisamente deste recheio que deriva o seu nome preñáu, que significa "grávido", em língua asturiana.
É um pão de pequenas dimensões, com aproximadamente 20 cm de comprimento. É consumido em diversas festividades celebradas ao ar livre nas regiões da Cantábria e das Ástúrias, sendo frequentemente acompanhado por sidra.

## Preparação
Para a sua preparação tradicional, são cozidos chouriços em sidra, até amolecerem ligeiramente. São normalmente utilizados chouriços asturianos, que possuem um sabor forte a pimentão. Após a cozedura, é preparada uma massa com farinha de trigo. Esta é, em seguida, enrolada sobre o recheio de chouriço e toucinho. Os pães são depois colocados numa bandeja, onde repousam. Por fim, vão ao forno, onde devem cozer a temperatura média alta (entre os 190 e os 200°C), durante cerca de um quarto de hora, até adquirirem uma cor dourada característica. Ao serem retirados do forno, alguns dos pães mostram uma mancha vermelha de lado, fruto da gordura vertida pelo chouriço e do pimentão.

## Costumes e variantes
O bollu preñáu é consumido especialmente em refeições campestres, ao ar livre, em festas locais e em especial na festa de Martes de Campu (celebrada aproximadamente no dia 17 de Maio) em Oviedo (ou Uviéu, em Asturiano), na qual deve ser acompanhado por sidra, que é uma presença habitual nestas festas. O vinho branco também é por vezes usado, sendo, no entanto, menos tradicional. O bollo preñáu é também usado nas festas de Les Comadres, que se celebram em Siero, e na festividade conhecida como Fiesta del bollu, celebrada em Avilés na segunda-feira de Páscoa.